# Slaget vid Kirkholm
Slaget vid Kirkholm (på lettiska Salaspils) var ett fältslag som stod mellan Sverige och Polen-Litauen under andra polska kriget den 17 september 1605 (27 september enligt den nya kalendern, som vid denna tid användes i Polen, men inte i Sverige).
Vid detta slag led den svenska armén ett av sina svåraste nederlag genom tiderna mot en polsk-litauisk ryttarhär om cirka 3 600 man, vars stomme utgjordes av lansbeväpnade bevingade husarer. Svenskarna räknade omkring 11 000 man, men led trots trefaldig numerär överlägsenhet ett stort nederlag med bortåt 9 000 man i förluster, vilket överstiger förlusterna i slaget vid Poltava 1709. Sett till härens totala antal, som var lägre än vid Poltava, är förlusterna vid Kirkholm avsevärt större än vid det senare slaget.
Nederlaget berodde bland annat på det skickliga, tungt beväpnade polska rytteriet, de så kallade bevingade husarerna, under den stridbare generalen Jan Karol Chodkiewiczs befäl. Förlusten medförde en grundlig omstrukturering av svenskt taktiskt uppträdande, samt anammande av det polska rytteriets anfall i sporrsträck med blanka vapen, vilket lade grunden till de svenska framgångarna under det senare trettioåriga kriget.

## Bakgrund
Den svenska hären höll som bäst på att belägra Riga, då Chodkiewicz anlände och slog läger vid byn Yxkull vid stranden av Düna, då hans trupper var för få till antalet för att våga sig på ett anfall. Karl IX beslutade, sedan han fått besked om de polska truppernas positioner, att rycka fram mot polackerna, som han hoppades lätt kunna besegra med avseende till deras ringa styrka. 
Han bröt upp från Riga 16 (26) september och tågade hela dagen och den påföljande natten de tre milen till Yxkull. Det hade regnat hela vägen, och svenskarna var genomvåta och uttröttade, då de på morgonen 17 (27) september tågade upp för höjderna vid Kirkholm och ställde upp i slagordning. Dagen innan hade kungen försökt att pigga upp folket med vin, vilket fick motsatt verkan. Om detta berättar Jon Jonsson, som deltog i slaget, i sin så kallade vandringsbok:
| ” | Den 16 september om natten lät Hans furstliga Nåde upptaga av skeppen en ganska hop med rött vin, så att han delade på var fana [motsvarar närmast ett kompani eller en skvadron] till fot och häst ett stycke rött vin, det de strax uppdrucko; och samma natt ryckte vi upp emot fienderna. Då blev vårt folk så tungt och sömnigt, att somlige föllo av hästarna och somlige av våra svenske knektar lade sig neder utmed vägen; och när de något litet hade legat, blevo de döde." | „ |

Anledningen till att soldaterna dog var enligt Jonsson att många av dem hade slitit och knappt ätit på 14 dagar när de blev bjudna på vinet.
Karl IX ville genast anfalla, trots att Anders Lennartsson invände att man borde vänta något, tills soldaterna hunnit återhämta sina krafter, helst som polackerna var inklämda mellan svenskarnas ställningar och Düna. Karl skall inte ha velat lyssna till dessa råd, utan frågat Lennartsson om han vore rädd.

## Slaget

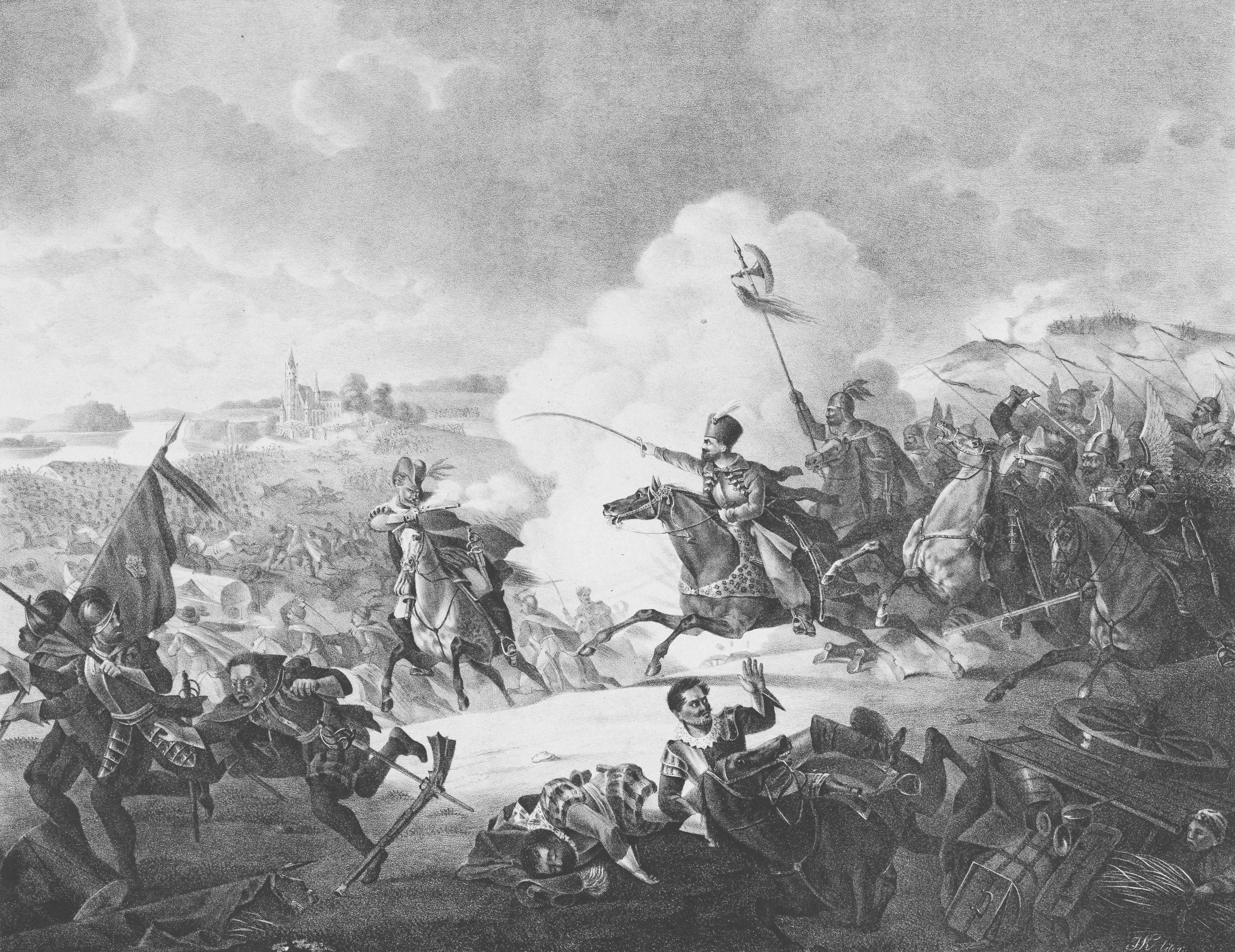
Jan Karol Chodkiewicz i slaget vid Kirkholm.

Truppernas uppställningar under slagets början.

När de båda härarna stod uppställda fick man se en skara ryttare närma sig floden. Det var den polske vasallen hertig Fredrik av Kurland som med 300 ryttare anlände som förstärkningar till polackerna. De letade en tid efter ett lämpligt övergångställe, men då inget hittades valde de att simma över. Därigenom erhöll Chodkiewicz en välbehövlig förstärkning av sina trupper.Kurländarna placerades på den polska högerflygeln. Under 3 timmar försökte Chodkiewicz med sitt lätta kavalleri att locka ned svenskarna från sina fördelaktiga positioner och småstrider uppstod mellan de båda arméerna. Chodkiewicz gjorde slutligen en tillbakadragande skenmanöver på sin vänsterflygel för att lura bort svenskarna från deras höglänta ställning.
De svenska trupperna under Karl IX trodde därför att litauerna och polackerna retirerade, och ryckte därmed ned från sitt fördelaktiga läge ut på slätten nedanför. Karl IX använde sin andra kavallerilinje för att täcka sina flyglar medan den första infanteriraden marscherade framåt. Chodkiewicz väntade på detta tillfälle. De polsk-litauiska infanteriet och artilleriet började beskjuta svenskarna medan husarlöjtnant Wincenty Wojnas 300 husarer red chock mot mitten av de svenska linjerna, vilket skapade oordning i infanteriet.

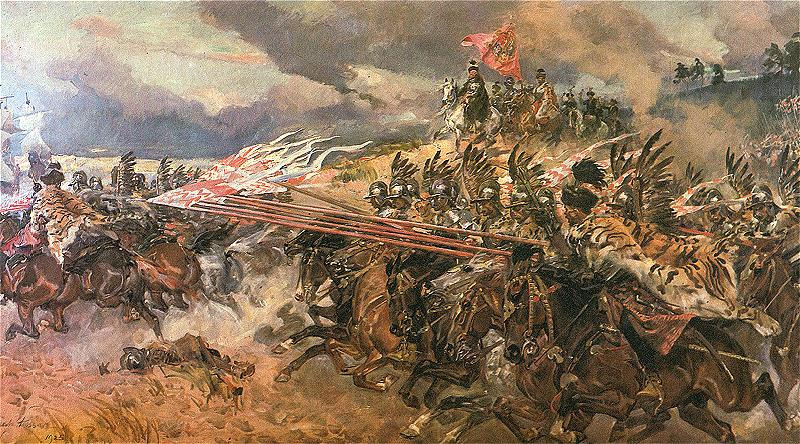
Bevingad husar i slaget vid Kirkholm.

Det avgörande momentet i striden var det polsk-litauiska kavalleriets chock mot den svenska högerflygeln. De c:a 1 000 husarer som tidigare skenretirerat sprängde nu in i Mansfelds ryttare och skapade oordning i den tredje svenska infanteriträffningen under dess reträtt. Samtidigt angreps den svenska vänsterflygeln i flanken av 650 husarer under ryttmästare Jan Piotr Sapieha. Efter att Karl skickat sin reserv på 700 ryttare skickade Chodkiewicz ut sina reservtrupper. Hela det svenska kavalleriet blev slutligen tvungna att fly, och under den panikartade flykten blev tusentals svenska krigare nedhuggna bakifrån av det framstormande polska rytteriet.
Inom 20 minuter var det svenska kavalleriet i full flykt på båda flyglarna och utsatte infanteriet i mitten för de framsprängande husarerna och Chodkiewicz's infanteri. Det svenska nederlaget var därmed fullbordat. Slaget pågick i fyra timmar men avgjordes på 20 minuter i och med husarernas attack.

### Förluster
Karl IX hade förlorat minst hälften, kanske så mycket som två tredjedelar, av sin armé. De polsk-litauiska styrkorna skonade bara ett fåtal svenskar. Under reträtten förlorade svenskarna ytterligare soldater, då dessa blev hindrade av täta skogar och träskmarker på vägen tillbaka till skeppen i Rigabukten. Många drunknade när de försökte korsa floden Düna. Andra dödades av hämndlystna lettiska bönder. De polsk-litauiska förlusterna uppgick endast till omkring 100 döda och 200 sårade. De låga förlusterna förklaras i snabbheten och våldsamheten i de polska husarernas attack samt att ryttarna i mycket skyddades av sina hästars kroppar och huvuden. Endast 15 husarer av de närmare 2000 som deltar i slaget samt 150 hästar dödas i slaget.
Kungen lade själv skulden för nederlaget på sitt krigsfolk. I ett brev till sitt råd sju dagar därefter klagade han över att soldaterna inte hållit den trohetsed de givit sin konung "utan flydde utav marken för en ringa hop, där de voro 4 eller 5 emot var och en av fienden, och efterlämnade Oss på platsen, så att därest Gud icke hade hulpit Oss, när hästen undan Oss störte, och en livländare vid namn Henrik Wrede icke hade hulpit Oss på sin häst igen, då hade Vi kommit levandes eller döde i fiendernes händer". Alla kungens försök att få sitt folk att hålla stånd hade visat sig fåfänga: soldaterna "lupo undan och läto hacka sig i nacken som en hop höns, såsom de kunna bära märke, som därifrån komne äro".

## Efter slaget

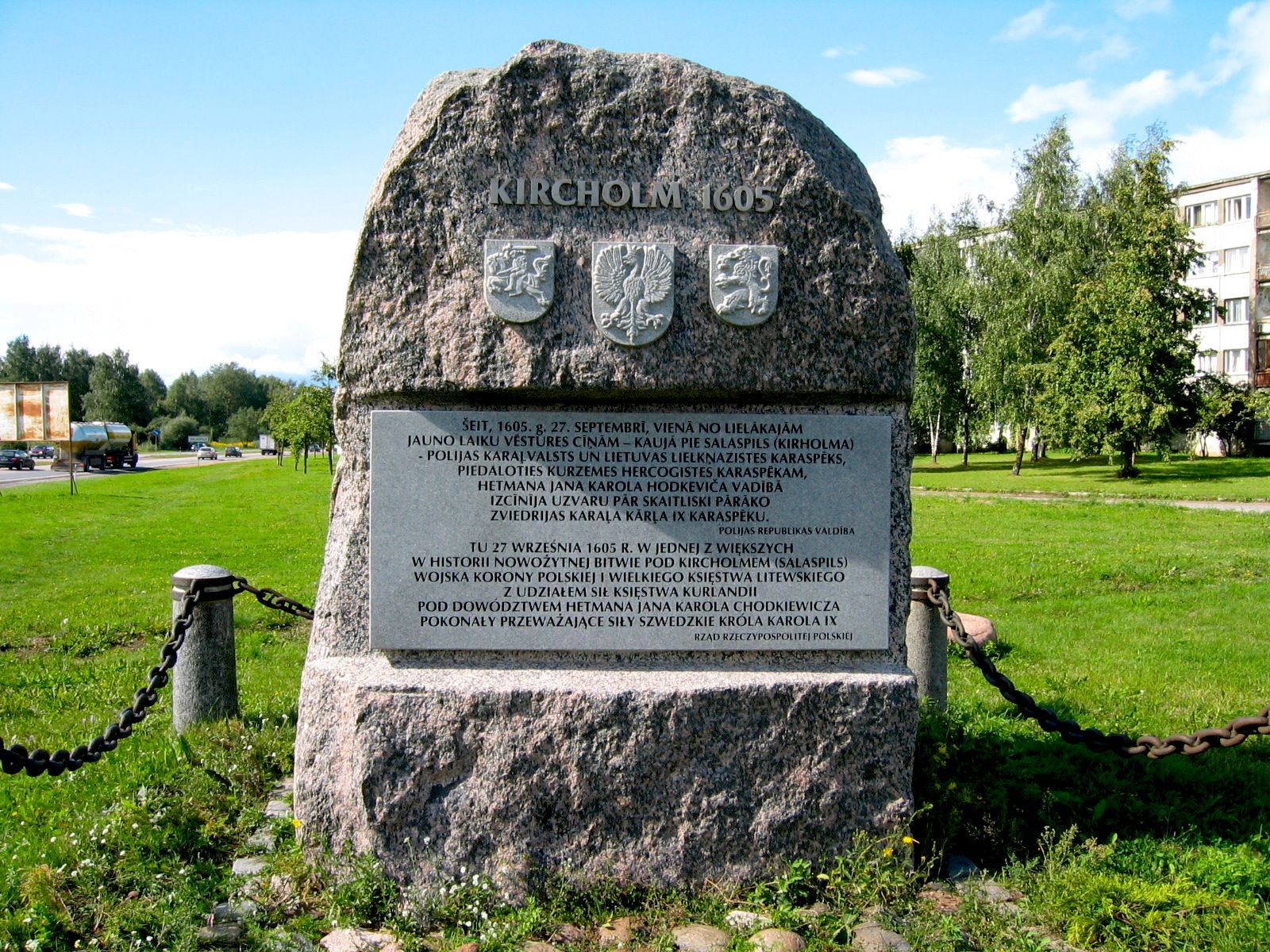
Minnesmonument över slaget.

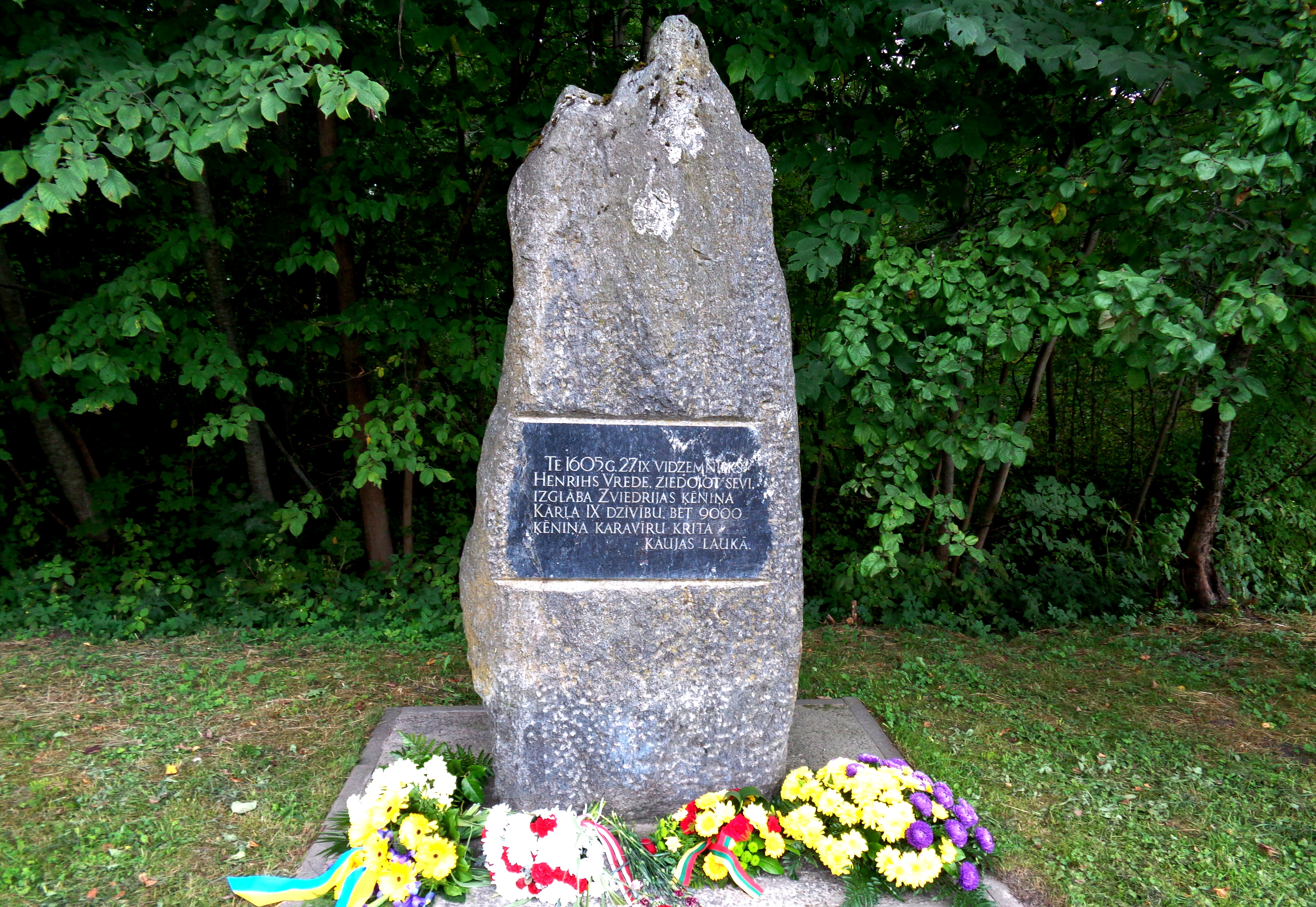
Minnessten i Salaspils, Lettland, över slaget vid Kirkholm

Efter nederlaget blev Karl IX tvungen att avbryta belägringen av Riga och dra sig tillbaka med båt över till Sverige och avstå sin kontroll över norra Lettland och Estland. Men Sigismund visade sig vara oförmögen att dra nytta av sin seger, ty inom kort utbröt i Polen inre oroligheter och inbördesstrider. Följden blev att det under flera månader inte fanns några pengar att betala till de polsk-litauiska trupperna. Utan pengar kunde dessa inte köpa mat eller foder till sina hästar, eller fylla på sina militära förråd. Ytterligare en faktor var att man hade förlorat ett stort antal tränade stridshästar under striden, vilka visade sig vara svåra att ersätta. 
En vapenvila undertecknades 1611, men under 1617 bröt kriget ut på nytt. År 1621 landsteg den nye svenske kungen Gustav II Adolf nära Riga och intog staden efter en kort belägring.

## Kuriosa
- Under stridens hetta räddade ryttmästaren Henrik Wrede Karl IX:s liv genom att överlämna sin häst till kungen, som därigenom kunde fly. Själv stupade Wrede när han, utan häst, försökte freda sig mot polackerna. Tack vare detta hjältedåd förlänade konungen år 1608 Elimä fjärding i Finland till Wredes änka och barn. Ett svärd som sägs ha varit Wredes finns bevarat i Livrustkammaren (inventarienummer 13 641 i Livrustkammarens samlingar)
- Det finns en personligt graverande omständighet för Karl IX kring slaget. När han besegrad, skadad och harmfull efter sitt nederlag steg ombord på sitt skepp i Rigabukten för att fly till Sverige, knivmördade han i hämndbegär den tidigare tillfångatagne obeväpnade polske bevingade husaren Pawel Krajewski.[9]
- Slaget användes som ett skolexempel på en lyckad skenmanöver med kombinerad rytterichock mot en starkare fiende vid den amerikanska krigshögskolan West Point.